# 熊野新鹿交流道
新鹿IC（平假名：あたしかインターチェンジ）是位於三重縣熊野市的熊野尾鷲道路之交流道。该交流道名称于2012年11月21日确定，2013年9月29日开通。

## 連接道路

### 直接連接
- 三重縣道737號新鹿佐渡線（日语：三重県道737号新鹿佐渡線）

### 間接連接
- 國道311號
- 國道42號

## 歷史
- 2013年9月29日 - 熊野尾鷲道路（日语：熊野尾鷲道路）大泊IC至三木里IC開通，此交流道也同時啟用[3]。

## 交流道周邊
- 新鹿海灘
- JR紀勢本線 新鹿站

## 鄰近設施
E42熊野尾鷲道路
(8)賀田IC - (9)新鹿IC - (10)大泊IC

## 相關項目
- 日本国内交流道列表（日语：日本のインターチェンジ一覧）

## 外部連結
- 熊野尾鷲道路（日語）